# Альтамонт (Нью-Йорк)
Альтамонт (англ. Altamont) — селище (англ. village) в США, в окрузі Олбані штату Нью-Йорк. Населення — 1675 осіб (2020).

## Географія
Альтамонт розташований за координатами 42°42′19″ пн. ш. 74°2′1″ зх. д. / 42.70528° пн. ш. 74.03361° зх. д. (42.705345, -74.033633).  За даними Бюро перепису населення США в 2010 році селище мало площу 3,07 км², з яких 3,07 км² — суходіл та 0,00 км² — водойми.

## Демографія
Згідно з переписом 2010 року, у селищі мешкало 1720 осіб у 676 домогосподарствах у складі 477 родин. Густота населення становила 560 осіб/км².  Було 713 помешкання (232/км²).
Расовий склад населення:
| - 96,5 % — білих - 1,3 % — азіатів - 0,7 % — чорних або афроамериканців - 0,2 % — корінних американців |

До двох чи більше рас належало 0,8 %. Частка іспаномовних становила 2,2 % від усіх жителів.
За віковим діапазоном населення розподілялося таким чином: 22,9 % — особи молодші 18 років, 63,1 % — особи у віці 18—64 років, 14,0 % — особи у віці 65 років та старші. Медіана віку мешканця становила 44,6 року. На 100 осіб жіночої статі у селищі припадало 94,4 чоловіків;  на 100 жінок у віці від 18 років та старших — 87,8 чоловіків також старших 18 років.
Середній дохід на одне домашнє господарство  становив 90 060 доларів США (медіана — 80 078), а середній дохід на одну сім'ю — 109 926 доларів (медіана — 107 500). Медіана доходів становила 61 250 доларів для чоловіків та 55 417 доларів для жінок. За межею бідності перебувало 6,6 % осіб, у тому числі 6,2 % дітей у віці до 18 років та 7,1 % осіб у віці 65 років та старших.
Цивільне працевлаштоване населення становило 810 осіб. Основні галузі зайнятості: освіта, охорона здоров'я та соціальна допомога — 24,7 %, публічна адміністрація — 10,7 %, науковці, спеціалісти, менеджери — 9,9 %.